# Die Bibel – David
Die Bibel – David ist ein zweiteiliger Fernsehfilm, der rückblickend das Leben des biblisch-israelischen König David erzählt (Altes Testament, 1. Buch Samuel, Kap. 9 bis 1. Könige 1).

## Handlung

Machtbereich der zwölf Stämme Israels gemäß der Bibel.

Der Machtbereich Israels in der Zeit von Saul und David.

### Teil 1
Die Stämme des Volkes Israel ringen in der Region Palästina mit der Bedrohung durch die ihm feindlich gesinnten Völker der Ammoniter und Philister. Um ihre Spaltung zu überwinden und geschlossen sich ihren Feinden zu stellen, fordern sie von Samuel, einem Propheten Gottes, dass fortan ein König über sie herrschen soll.  Samuel salbt Saul aus dem Stamme Benjamin zum König. Doch schon bald kommt es zu Spannungen zwischen Saul und Samuel, da Saul nicht bereit ist dem Propheten völlige Folgschaft zu leisten. Samuel fordert ihn auf, das feindliche Volk der Amalekiter vollständig auszurotten und nicht einmal das Vieh übrigzulassen. Doch nachdem Saul und sein Heer die Amalekiter vernichtet haben, lassen sie den Führer der Amalekiter als Geisel und das Vieh am Leben, um es als Kriegs- und Opferbeute mitzunehmen. Samuel ist erneut erzürnt und verkündet Saul, dass Gott ihm sein Königtum wegnehmen werde.
Gott fordert Samuel auf, nach Bethlehem zu gehen, wo er unter den Söhnen eines Mannes den nächsten König Israels auswählen soll. Saul salbt den Jüngsten unter ihnen zum künftigen neuen König. Saul leidet unter Depressionen und Angst, dass ihm sein Königtum weggenommen wird, woraufhin David ihn durch sein Harfenspiel beruhigt. Saul nimmt David daraufhin als seinen Waffenträger in seine Gefolgschaft auf. Als sich die Philister unter der Führung des Riesen Goliath sammeln, bietet sich David an, Goliath zu besiegen, was ihm mit seiner Schleuder gelingt. David schließt Freundschaft mit Sauls Sohn Jonatan und erringt weitere Siege gegen die Philister, wodurch Saul nicht nur eifersüchtig wird, sondern sich vor David als Rivalen fürchtet. Saul bietet ihm die Hand seiner Tochter Michal an, sofern dieser ihm die Vorhäute von einhundert getöteten Philistern bringt, was David gelingt, der Michal nun heiratet. Ein Anschlag auf David scheitert und David flieht aus Sauls Lager. Saul annulliert die Ehe und David flieht vor Sauls weiteren Mordversuchen. David heiratet Abigajil, die Witwe des Nabal. David gelingt es, in das Nachtlager Sauls einzudringen, tötet ihn jedoch nicht, sondern macht ihm stattdessen klar, dass er nicht nach Sauls Leben trachtet. Saul schämt sich für seine Taten, wodurch beide in Friede scheinbar auseinandergehen.
Die Armee der Philister bedrängt Saul, woraufhin dieser mit dem inzwischen verstorbenen Samuel durch ein Medium in Kontakt tritt. Samuel verkündet ihm, dass Sauls Königreich enden und er und seine Söhne sterben werden. Am nächsten Tag wird Sauls Heer von den Philistern vernichtet und Sauls Söhne, unter ihnen Jonatan getötet. Saul stürzt sich selbst in sein Schwert. Nach Sauls Tod wird David zum neuen König Israels ausgerufen. David gelingt die Einnahme Jerusalems, das er zur Hauptstadt seines Reiches ausbauen und dort die Bundeslade in einem prachtvollen Tempel unterbringen will, doch sagt ihm einer seiner Priester, dass der Bau des Tempels seinem zukünftigen Sohn zufallen wird. David beginnt Batseba, die Ehefrau des Hethiters Urija zu begehren und schwängert sie bald darauf.

### Teil 2
Um Batseba für sich zu gewinnen, befiehlt David seinem Feldherrn Joab, dass Urija in einer Schlacht in die vorderste Reihe gestellt wird, wo er zweifelsohne nicht überleben wird. Urija stirbt durch den Mordplan und David kann die verwitwete Batseba nun zur Frau nehmen. Der Prophet Natan konfrontiert David mit seiner Sünde und erklärt, dass Gott von nun an Unheil auf Davids Haus senden wird. Das von David und Batseba im Ehebruch gezeugte Kind wird tot geboren. Später wird Batseba wieder schwanger und bringt ihren Sohn Salomo zur Welt.
Ergänzungen folgen bald.

## Kritik
„Der Film erreicht in Regie und Schauspielerleistungen ein achtbares Niveau, erfreut sich aber allzu oberflächlich an effektvollen Szenen und vernachlässigt die tieferen Zusammenhänge der biblischen Heilsgeschichte, so daß sie für den nicht ganz bibelkundigen Zuschauer kaum noch nachvollziehbar wird.“